# Pathé Bellecour
Le Pathé Bellecour est un cinéma du quartier de Bellecour, dans le 2e arrondissement de la ville de Lyon, en France. Il fut pour la ville, le plus grand cinéma à son ouverture en 1933, puis le premier à offrir plusieurs salles en 1972 et enfin le premier multiplex en 1995.

## Description
Il est situé au numéro 79 de la rue de la République, au début de sa partie piétonnière, non loin de la place Bellecour.
Le cinéma compte dix salles pour un total de 2 120 places dont une salle 4DX. 

## Historique
La salle a été créée en 1933 par Pathé Natan (Bernard Natan avait succédé en 1929 à Charles Pathé, le fondateur de la société cinématographique) sur l'emplacement du Casino-Kursaal. Le bâtiment est conçu par Eugène Chirié. Il est au moment de son ouverture, la plus grande salle de cinéma de la ville avec 1 800 places, avec une salle basse et deux balcons. L'extérieur du bâtiment est construit dans le style « spectacle », permettant de l'identifier de loin avec une façade fortement éclairée et une tour en béton de 33 mètres surmontée de l'emblème de Pathé, un coq perché sur un globe.  
Le 9 mars 1933 y est projeté le premier film Paris-Méditerranée de Joe May. 
Certaines de ses nombreuses transformations ultérieures ont été entreprises sous l'égide de l'architecte Georges Peynet, à l'époque où l'enseigne portait le nom de Majestic, soit vers 1950 et en 1959. En 1972, il subit sa première grosse transformation avec la création d'un cinéma multi-salles, le premier de Lyon, avec quatre salles et le hall s'équipe d'un escalator pour desservir deux d'entre elles. Une cinquième salle est ouverte en 1979 et deux autres en 1986. En 1995, il est nouveau entièrement remodelé, devenant le premier multiplexe lyonnais avec dix salles pour un total de 2 000 places. En 2011, un nouveau hall est aménagé avec la disparition des caisses manuelles remplacées par des billetteries automatiques.
Une salle 4DX ouvre en juillet 2018, ; c'est la deuxième dans la Métropole, après celle du Pathé Carré de Soie.
En 2024, le cinéma bénéficie d'une rénovation avec un changement de ses sièges et passe par la même occasion à des projecteurs laser.

## Autre cinéma dans la rue de la République
Un autre cinéma historique de la ville exista dans la même rue, l'Ambiance. Il ouvrit en 1911 sous le nom d'Artistic, passe à trois salles en 1979 avant de fermer en 2006. Il était spécialisé dans les films semi grand public en version originale sous-titrée.